# Luis Cabrera Herrera
Luis Gerardo Cabrera Herrera, O.F.M.  (* 11. října 1955, Azogues) je ekvádorský římskokatolický kněz, arcibiskup v Guayaquilu, předseda ekvádorské biskupské konference a designovaný kardinál.

## Život
V roce 1975 vstoupil do františkánského noviciátu v Quitu, slavní sliby složil roku 1982 a v roce 1983 byl vysvěcen na kněze. Po působení především jako františkánský novicmistr byl vyslán na studia do Říma, kde v roce 1994 obdržel doktorát z filosofie na Antonianu.  V letech 2000-2003 byl ekvádorským provinciálem františkánského řádu, v letech 2004-2009 definitorem celého řádu v Římě, a zároveň delegátem generálního ministra řádu pro Latinskou Ameriku.

### Biskupská služba
Papež Benedikt XVI. jej v dubnu 2009 jmenoval arcibiskupem v arcidiecézi Cuenca, biskupské svěcení mu v červenci 2009 udělil nuncius v Ekvádoru Giacomo Guido Ottonello. Papež František jej jmenoval sídelním arcibiskupem v Guayaquilu.

### Kardinálská kreace
V neděli 6. října 2024 papež František oznámil, že na 8. prosince 2024 svolá konzistoř, v níž bude jmenovat 21 nových kardinálů, včetně Mons. Cabrery.